# Ludovico Zorzi
Pour les articles homonymes, voir Zorzi.
Ludovico Alvise Zorzi (né le 2 août 1928 à Venise et mort le 15 mars 1983 à Florence) est un critique théâtral et essayiste italien.

## Récompenses et distinctions
- 1978 : prix Viareggio (catégorie essai) pour Il teatro e la città